# Próba kołowa segmentowa

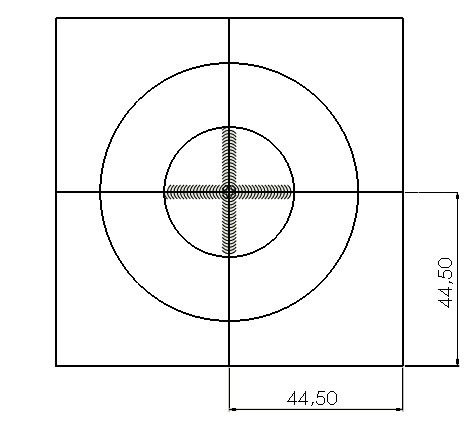
Widok z góry segmentów z wyciętym rowkiem

Próba kołowa segmentowa – próba badania skłonności do pęknięć gorących grubych blach stal austenitycznej.  

## Przebieg próby
Na próbkę składają się cztery uprzednio dopasowane i połączone ze sobą spoinami krzyżowymi obustronnie segmenty. Na jednej stronie próbki wykonuje się rowek pierścieniowy o średnicy 50 mm. W wyżłobieniu układa się ścieg zgodnie z ruchem wskazówek zegara. Po wyłożeniu 2/3 obwodu próba zostaje przerwana. Po wystudzeniu wykonuje się pozostałą część obwodu. 
Pęknięcia gorące rejestruje się w miejscach styku segmentów. Kryterium oceny skłonności do gorących pęknięć jest stosunek długości spoiny do długości pęknięcia.

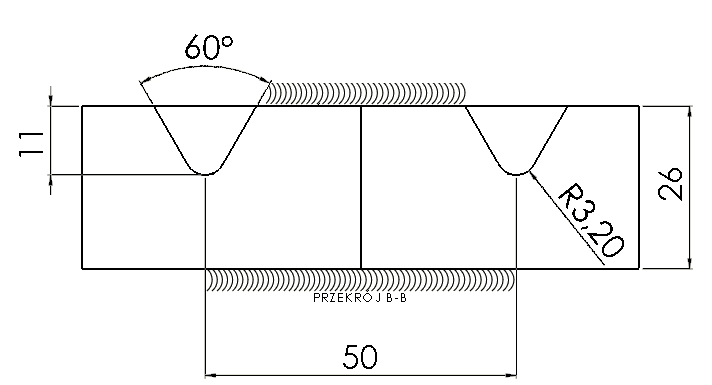
Przekrój poprzeczny segmentów przed rozpoczęciem próby